# 克雷格·朗迪

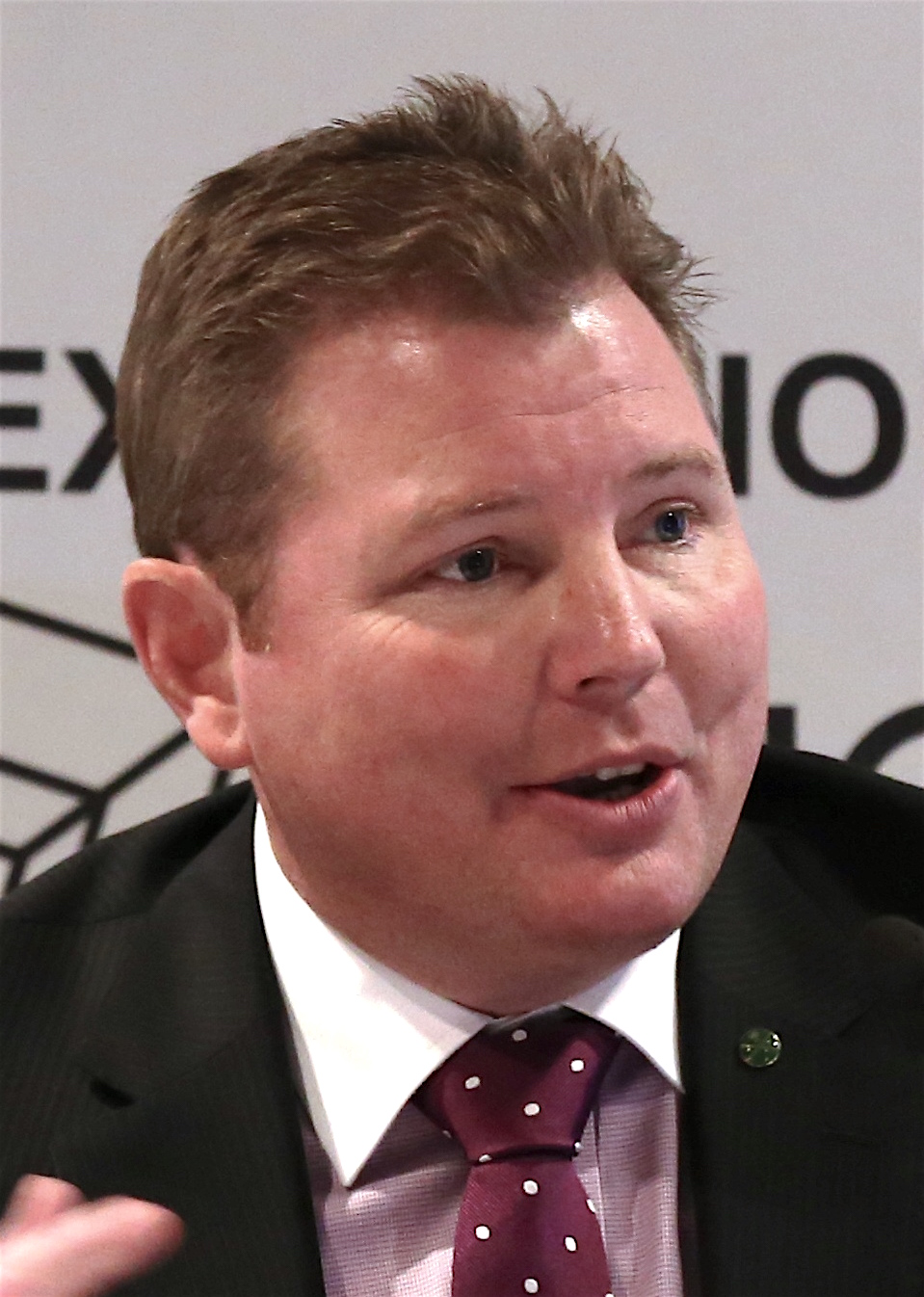

克雷格·朗迪（英語：Craig Laundy，1971年2月16日—）是一位澳洲政治人物，他的黨籍是澳洲自由黨。自2013年開始，他是瑞德選區選出的澳大利亞眾議院的議員。2016年開始，他擔任澳洲社會服務部的副部長。